# Curinga (baralho)
Curinga (português brasileiro) ou jóquer (português europeu), também conhecido como coringa ou melé em algumas regiões, é a carta do baralho que, em certos jogos, muda de valor conforme a combinação de cartas que o jogador tem em mãos.

Exemplo de um Curinga.

O Coringa é uma carta de baralho encontrada na maioria dos baralhos modernos de cartas francesas, como um acréscimo aos quatro naipes padrão (Paus, Ouros, Copas e Espadas). A partir da segunda metade do século XX, também foi encontrado em baralhos espanhóis e italianos, excluindo baralhos despojados.
O Coringa teve origem nos Estados Unidos durante a Guerra Civil e foi criado como uma carta de trunfo para o jogo de Euchre. Desde então, foi adotado em muitos outros jogos de cartas, onde muitas vezes atua como uma carta coringa, mas pode ter outras funções, como a carta mais poderosa, uma carta que faz outro jogador perder uma rodada, a carta de menor valor, a de maior valor ou uma carta com um valor diferente das demais do baralho (veja, por exemplo, o Zwicker, que tem seis Coringas com essa função).
Normalmente, o curinga é uma carta de conteúdo especial, com o desenho de um palhaço estilizado, às vezes com o escrito em inglês joker, o jocoso, brincalhão, do latim iocōsus. Porém, em muitos jogos, outras cartas podem assumir o valor de curinga, como o dois no buraco. No jogo do pôquer, por exemplo, a carta muda de valor segundo a combinação de cartas que o parceiro tem na mão.
Por extensão, em muitas atividades são denominados "curingas" uma peça ou pessoa que possa assumir o valor de outras, dando ideia de versatilidade. Por exemplo, no futebol, um curinga é aquele jogador que atua em várias posições. Na informática, o "curinga" é aquilo que pode significar quaisquer caracteres numa palavra.

## Etimologia
"Curinga" origina-se do termo quimbundo kuringa, que significa "matar".